# Kathleen Burke
Kathleen Burke, född 5 september 1913 i Hammond, USA, död 9 april 1980 i Chicago, var en amerikansk skådespelerska och fotomodell. Från början jobbade hon som tandläkarassistent tills hon deltog i en tävling om vem som skulle spela som "Panther Woman" i filmen Island of Lost Souls. Sedan dess hade hon en kort karriär som skådespelerska, och medverkat i andra filmer under 1930-talet som Lejonmannen, Mordgåtan i Klippiga Bergen och Nattens Drottning. 